# Salix hatusimai
Salix hatusimai är en videväxtart som beskrevs av Arika Kimura. Salix hatusimai ingår i släktet viden, och familjen videväxter. Inga underarter finns listade i Catalogue of Life.